# Robert Vanthournout
Robert Vanthournout, né le 22 janvier 1934 à Saint-Ghislain et mort le 22 février 2008 à Ostende, est un coureur cycliste belge, professionnel de 1958 à 1962.

## Palmarès
- 1955
  - 5e étape de l'Étoile de la Meuse
- 1957
  - Circuit Het Volk indépendants
- 1960
  - 3e de Roubaix-Cassel-Roubaix
- 1961
  - 2e du Circuit de l'Ouest à Mons
  - 9e de la Flèche brabançonne